# 鶴田町立鶴田中学校
鶴田町立鶴田中学校（つるたちょうりつつるたちゅうがっこう）は、青森県北津軽郡鶴田町にある公立中学校。略称は鶴中（つるちゅう）。

## 概要
- 本校は鶴田町唯一の中学校で、町内全域を学区としている。

## 沿革
- 1947年（昭和22年）
  - 4月1日 - 『新学制（六・三制）』施行により、鶴田中学校（旧）設立[1]。当時の所在地は、鶴田字早瀬87-1[2]。
  - 4月21日 - 開校式挙行[3]。
- 1950年（昭和25年）2月28日 - 鶴田町議会は校舎仮建築の案件を可決し、鶴田字早瀬87番地に校地を購入して、校舎建築に着手[1]。
- 1951年（昭和26年）8月 - 新校舎の一部が完成し、5学級を移転[1]。
- 1952年（昭和27年）1月 - 新校舎完成、全学年を移転したが、体育館は完成しておらず、引き続き小学校体育館を借用[3]。
- 1954年（昭和29年）- 体操場兼講堂が落成[1]。
- 1968年（昭和43年）4月 - センター方式による学校給食開始[4]。
- 1970年（昭和45年）
  - 4月1日 - 本校と水元・六郷・梅沢の各中学校が統合した（新）鶴田中学校開校[1]。ただし、校舎はこの時点では統合せず、鶴田中学校○○校舎として存置。
  - 6月29日 - 7時25分頃、鶴田校舎の1階女子トイレから出火し、体育館を残し全焼。7月1日から7月25日まで、鶴田小学校の校舎[5][注釈 1]を、7月2日から1972年（昭和47年）3月まで、五所川原高等学校（定時制）鶴田分校（現:青森県立鶴田高等学校）[注釈 2]の校舎をそれぞれ間借りしたり、焼け残った体育館を使って、8月16日（第二学期）から、授業再開した[1][5]。
  - 9月22日 - 第一期工事起工[6]。
  - 11月 - 校歌制定[6]。
- 1971年（昭和46年）
  - 3月31日 - 第一期工事竣工[6]。
  - 4月1日 - 第二期工事（管理棟）着工[6]。
  - 8月 - 水泳プール竣工[6]。
  - 12月 - 校旗制定[6]。
- 1972年（昭和47年）
  - 1月 - 体育館第三期工事着手。
  - 3月31日 - 第二期工事竣工。
  - 4月 - 現在地に新校舎が完成し、名実ともに統合。ただし、この時点では体育館は未完成[7]。
  - 10月 - 体育館第三期工事竣工[8]。
  - 11月27日 - 体育館が落成[9]し、同日10時から本校体育館にて落成式を挙行した[8]。
- 1999年（平成11年） - 大規模改修工事実施[10]。
- 2011年（平成23年） - 耐震補強工事実施[10]。

## 学区
- 鶴田町全域。
  - 校舎から遠い瀬良沢、妙堂崎地区へは、スクールバスを運行している。

## 周辺
- 国道339号現道
- ハッピードラッグ青森鶴田店
- 社会福祉法人鶴寿会認定こども園はやせ
- 鶴田町中央公民館
- 鶴田町体育センター
- 鶴田町立武徳館
- 鶴田町社会福祉協議会
- 鶴寿公園[注釈 3]
- 岩木川

## 交通
- JR五能線陸奥鶴田駅から約1.3km、徒歩約20分。車で約3分。
- 弘南バス五所川原 - 弘前線で、「公民館前」バス停下車後、徒歩約650m・約10分。